# Namak Ab (huyện)
Namak Ab là một huyện thuộc tỉnh Takhar, Afghanistan. Dân số thời điểm năm 1999 là -8,8 người.